# Bukovec (Trenčín)
|  | No s'ha de confondre amb Bukovec (Košice). |

Bukovec és un poble i municipi d'Eslovàquia que es troba a la regió de Trenčín.

## Història
La primera menció escrita de la vila es remunta al 1592.

## Demografia
| Godina             | 1994 | 2004   | 2014   | 2024   |
| ------------------ | ---- | ------ | ------ | ------ |
| Nombre de persones | 455  | 415    | 421    | 424    |
| Diferència         |      | −8,79% | +1,44% | +0,71% |

| Godina             | 2023 | 2024   |
| ------------------ | ---- | ------ |
| Nombre de persones | 425  | 424    |
| Diferència         |      | −0,23% |